# Confédération syndicale gabonaise
La Confédération syndicale gabonaise (Cosyga), est une confédération syndicale du Gabon fondée en 1969. Elle est affiliée à la Confédération syndicale internationale (CSI). 

## Histoire
Fondée en 1969 sous le nom de Fédération Syyndicale Gabonaise, elle change de nom pour devenir COSYGA en 1978. 

## Organisations affiliées
- SYANAT GPM
- Syndicat national de la Caisse nationale de sécurité sociale (SYNA CNSS)
- Syndicat national des travailleurs de SEGAS Rail
- Syndicat national des travailleurs de l'AGASA (SYNATA)

## Dirigeants
- Philippe Djoula